# Conjunto Arquitetônico, Urbanístico e Paisagístico de Igatu e ruínas de habitações de pedra
O Conjunto Arquitetônico, Urbanístico e Paisagístico de Igatu e ruínas de habitações de pedra são edificações localizadas em Andaraí, município do estado brasileiro da Bahia. Foi tombado pelo Instituto do Patrimônio Histórico e Artístico Nacional (IPHAN) em 1998, através do processo de número 1411. Também conhecido como Xique-Xique do Igatu e Cidade de Pedras.

## História
O núcleo de povoamento inicial data de meados do século XIX. A vila foi fundada devido à atividade de mineração de diamante. Cerca de trinta mil pessoas fizeram parte do fluxo migratório para esta região e a necessidade de construir suas moradias foi uma consequência. Com a abundância de pedras disponíveis, derivadas das atividades do garimpo, da extração de diamantes e do carbonato, e aliadas à falta de infraestrutura, as pedras tornaram-se a matéria-prima principal das edificações deste povoamento. Após um período de prosperidade devido à mineração, a cidade entrou em declínio, tendo cerca de trezentos habitantes na estimativa do IBGE(2020) e atualmente tornou-se destino de visitação turística.
Além da arquitetura de pedras, a presença de pinturas rupestres na região indica que a área foi ocupada por tribos indígenas, provavelmente as etnias Cariri e Maracá. O Sítio Arqueológico de Liminha  localizado no povoado de Igatu apresenta  um paredão com pinturas rupestres de coloração vermelha.
Andiray (depois transformado no topônimo Andaraí) significa andira (morcego) e y (rio) = rio de morcegos. O nome Igatu significa "água boa": é a junção dos termos y (água) e katu (bom).
Na região também existem remanescentes dos quilombos Orobó, Tupins e Andarahy. A atual comunidade de Fazenda Velha, nas margens do rio Santo Antônio, é remanescente dos quilombos.
Foi tombado pelo IPHAN em 1998, recebendo tombo arqueológico, etnográfico e paisagístico (Inscrição 122/2000), tombo histórico (Inscrição 557/2000) e tombo de belas artes (Inscrição 618/2000).

## Arquitetura
A área de tombamento é descrita pelo IPHAN da seguinte maneira:
- Inicia-se na ponte sobre o Rio Coisa Boa, incluída, (PONTO 1 – coordenadas S 12º53’45″/W 41º18’57”) que passa na entrada do Distrito de Igatu, e segue pela margem esquerda do Rio Coisa Boa, a seiscentos metros rio abaixo (PONTO 2 – coordenadas S 12º53’12″/W 41º19’03”). Neste ponto deflete à esquerda e segue na direção oeste em linha curvilínea, acompanhando a trilha do antigo rego do garimpo, na confluência com o final da Rua Luis dos Santos, incluída, (PONTO 3 – coordenadas S 12º53′ 02″/W 41º19’12”), onde deflete novamente à esquerda e prossegue por um quilômetro em linha reta na direção sudeste no encontro com o Poço do Brejo (resquício da atividade garimpeira), incluído, (PONTO 4 – coordenadas S 12º53’34″/W 41º19’25”).
- Neste ponto deflete outra vez à esquerda e continua em linha reta até a interseção com o final da Rua Bambolim de Cima, incluída, (PONTO 5 – coordenadas S 12º53’54″/W 41º19’08”), onde deflete ligeiramente à direita e segue em linha reta até o cruzamento com o final da Rua da Estrela, incluída, (PONTO 6 – coordenadas S 12º53’51″/W 41º19’11”).
- Neste ponto deflete novamente à direita e prossegue em linha reta até a confluência com um raio de duzentos metros que tem por epicentro o final da Rua da Biquinha, incluída, (PONTO 7 – coordenadas S 12º53’56″/W 41º19’30”), onde deflete à esquerda e acompanha a linha sinuosa da trilha de acesso ao Cemitério dos Bexiguentos, incluída, atravessando a ponte sobre o Riacho dos Pombos, incluída, até a altura do túmulo da Senhora Maria Cândida Guedes, incluído, (PONTO 8 – coordenadas S 12º54’10″/W 41º19’25”). Este cemitério recebeu este nome pois foi destinado aos doentes de varíola.[6]
- Neste ponto segue em linha reta até o alto do Morro do Cruzeiro de Cima, incluído, (PONTO 9 – coordenadas S 12º54’00” /W 41º19’10”), contornando este morro de modo a incluí-lo completamente, e prossegue em linha reta na direção nordeste até a margem esquerda do Rio Coisa Boa, nas proximidades do Poço da Madalena, incluído, a duzentos metros rio acima da ponte sobre este rio, (PONTO 10 – coordenadas S 12º 53′ 50″ /W 41º18’58”). Neste ponto deflete à esquerda e prossegue pela margem esquerda do Rio Coisa Boa até a interseção com a ponte sobre este rio, encontrando o ponto inicial desta poligonal[7].